# Nyitraszerdahely
Nyitraszerdahely (szlovákul Nitrianska Streda) község Szlovákiában, a Nyitrai kerület Nagytapolcsányi járásában.

## Fekvése
Nagytapolcsánytól 6 km-re délre, a Nyitra bal partján fekszik.

## Története
A régészeti leletek tanúsága szerint területén már az újkőkorszakban emberi település állt.
A mai falut 1278-ban "Zeredahel" alakban említik először. 1337-ben "Sceredahel" néven bukkan fel az írott forrásokban. Kezdetben királyi birtok, majd 1334-től a cseh Voyt család a birtokosa. 1371-től Ravasz Istváné, 1406-tól a Dominoké, a 15. században nemesi családoké. Várkastélya a 15. század elején a szerdahelyi Ravasz családé volt. A Zerdahelyi család 1419-ben jutott a várkastély birtokába, melyet 1462-ben megerősítettek. Később a rablólovag Podmaniczky testvérek hatalmába került. 1548-ban az országgyűlés határozata alapján lerombolták. A falu a Zerdahelyi, az Apponyi és a Bossányi család birtokában állt. 1715-ben 14 adózó háztartása volt. 1787-ben 55 házát 575-en lakták. 1828-ban 75 házában 523 lakos élt. Lakói mezőgazdasággal, a nők szövéssel, varrással foglalkoztak. 1791-ben fellázadtak a földesúri elnyomás ellen.
Vályi András szerint "Nyitra Szerdahely. Elegyes falu, földes Ura Szerdahelyi Uraság, a’ kinek jeles épűleteivel díszesíttetik, lakosai többfélék, fekszik Nyitra vitézhez közel, Zolcsánhoz nem meszsze, és annak filiája; határja termékeny, vagyonnyai külömbfélék."
Fényes Elek szerint "Szerdahely (Nyitra-), (Nyitranszka Sztrada), tót falu, Nyitra vmegyében, a Nyitra vize mellett, N. Tapolcsánhoz 1/2 órányira, 271 kath., 246 evang., 6 zsidó lak. Kath. paroch. templom; evang. szentegyház; szép kastély és kert. Határa jó és termékeny; bortermesztés. F. u. a Zerdahelyi család."
A trianoni békeszerződésig Nyitra vármegye Nagytapolcsányi járásához tartozott.

## Népessége
| Év:            | 1994. | 2004.    | 2014.   | 2024.   |
| -------------- | ----- | -------- | ------- | ------- |
| Emberek száma: | 666   | 757      | 767     | 738     |
| Eltérés:       |       | +13,66 % | +1,32 % | -3,78 % |

| Év:            | 2023. | 2024.   |
| -------------- | ----- | ------- |
| Emberek száma: | 741   | 738     |
| Eltérés:       |       | -0,40 % |

1880-ban 524 lakosából 457 szlovák, 28 német, 27 magyar anyanyelvű és 12 csecsemő volt.
1910-ben 660 lakosából 570 szlovák, 52 magyar, 23 német és 15 egyéb anyanyelvű.
2001-ben 752 lakosából 737 szlovák volt.
2011-ben 731 lakosából 700 szlovák volt.
2021-ben 743 lakosából 720 (+2) szlovák, 1 cigány, (+1) ruszin, 10 (+2) egyéb és 12 ismeretlen nemzetiségű volt.

## Nevezetességei
- Ma a faluban két kastély áll. A családi kúriát reneszánsz stílusban Zerdahelyi Mihály építtette 1537-ben. Rákóczi a trencséni csata után itt pihent meg. A 18. században barokkizálták, majd a 19. században átalakították. A falu közepén álló kastélyt Zerdahelyi Károly építtette a 19. század elején. A kastélyt park övezi.
- Evangélikus temploma 1748-ban épült barokk stílusban, tornya 1811-ben épült.
- Római katolikus temploma 1785 és 1790 között klasszicista stílusban épült.
- 18. századi kápolna.
- A Szlovák Nemzeti Felkelés emlékműve.

## Neves személyek
- Itt született 1742-ben Szerdahelyi Gábor besztercebányai püspök.
- Itt született 1793-ban Zerdahelyi Lőrinc táblabíró, író, költő.[6]
- Itt született Geduly Lajos (1815–1890) evangélikus püspök, országgyűlési képviselő.
- Itt született 1821-ben Zerdahelyi Ede magyar zongoraművész, honvédtiszt; az amerikai polgárháború hadnagya.
- Itt született 1826. december 4-én Császka György római katolikus szepesi püspök, kalocsai érsek.
- Itt született 1842-ben Ján Bežo tanár, író.[7]
- Itt szolgált Ambrózy András (?–1770) evangélikus lelkész és szlovák nyelvű énekköltő.
- Itt szolgált Szeberényi János (1780-1857) a Bányai evangélikus egyházkerület püspöke 1834-1850 között.
- Itt szolgált Kovács Rezső (1863-1942) polgári iskolai tornatanár, igazgató, pedagógiai író.
- Itt szolgált Hamar Kálmán Vince (1876-1963) esperes, plébános.
- Itt hunyt el 1887-ben Eugen Gerometta plébános, nyelvész, szlovák kultúrharcos.[8]
- Itt élt Odescalchi Géza (1858-1937) magyar nagybirtokos, főrend, szerémi herceg.

## Külső hivatkozások
- Hivatalos oldal
- Községinfó
- Nyitraszerdahely Szlovákia térképén
- E-obce.sk[halott link]